# 倉敷市立連島神亀小学校
倉敷市立連島神亀小学校（くらしきしりつ つらじましんきしょうがっこう）は、岡山県倉敷市神田にある市立小学校である。

## 沿革
- 1980年（昭和55年）-連島西浦小学校内に連島神亀小学校創立。
- 1981年（昭和56年）
  - 4月-移転開校。
  - 5月-開校式挙行。

## 学校教育目標
「豊かな心とすこやかな体をもち，たくましく生きる児童の育成」

### 目ざす子ども像
- 学ぶ意欲(知)，自他を大切にする心(徳)，がんばれる体(体)をもった子ども
- あたりまえのことがあたりまえにできる子ども（自立心，規範意識をもった子ども）

### 教育指導の重点
「授業力，子ども力の向上をめざす「チーム神亀」の構築（チームとして機能できる協働体制づくり）」
- 基礎･基本的な学力を身につけ，主体的に学ぶ子どもを育てる。
- 自他を大切にし，認め合い，支え合う子どもを育てる。
- 自分の価値や役割を自覚し，自信をもって行動する子どもを育てる。

## 通学区域が隣接している学校
- 倉敷市立連島南小学校
- 倉敷市立連島西浦小学校
- 倉敷市立連島東小学校
- 倉敷市立水島小学校
- 倉敷市立第五福田小学校